# Tensas Parish
Das Tensas Parish (französisch Paroisse des Tensas) ist ein Parish im Bundesstaat Louisiana der Vereinigten Staaten. Im Jahr 2020 hatte das Parish 4147 Einwohner und eine Bevölkerungsdichte von 2,7 Einwohner pro Quadratkilometer. Der Verwaltungssitz (Parish Seat) ist Saint Joseph.

## Geographie
Das Parish liegt im Nordosten von Louisiana und grenzt im Osten an den Mississippi River, der die Grenze zum Bundesstaat Mississippi bildet. Das Tensas Parish hat eine Fläche von 1661 Quadratkilometern, wovon 100 Quadratkilometer Wasserfläche sind. Es grenzt an folgende Parishes und Countys:
|                  | Madison Parish   | Warren County (Mississippi)                                    |
| Franklin Parish  |                  | Claiborne County (Mississippi), Jefferson County (Mississippi) |
| Catahoula Parish | Concordia Parish | Adams County (Mississippi)                                     |

## Geschichte
Tensas Parish wurde 1843 aus Teilen des Concordia Parish gebildet.
Zehn Bauwerke und Stätten des Parish sind im National Register of Historic Places eingetragen (Stand 10. November 2017).

## Demografische Daten

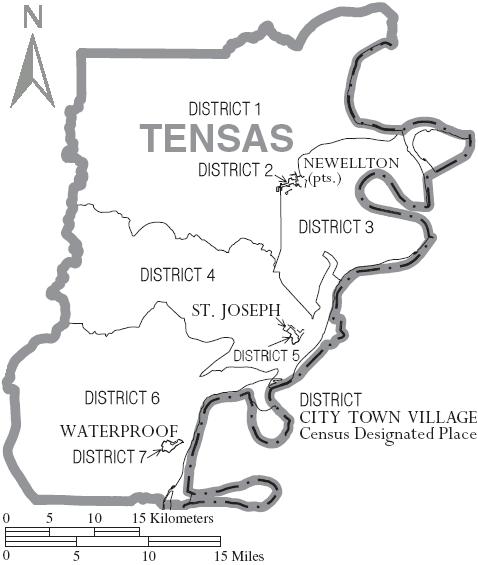
Karte des Tensas Parishes

Nach der Volkszählung im Jahr 2000 lebten im Tensas Parish 6.618 Menschen in 2.416 Haushalten und 1.635 Familien. Die Bevölkerungsdichte betrug 4 Einwohner pro Quadratkilometer. Ethnisch betrachtet setzte sich die Bevölkerung zusammen aus 43,43 Prozent Weißen, 55,38 Prozent Afroamerikanern, 0,05 Prozent amerikanischen Ureinwohnern, 0,12 Prozent Asiaten und 0,29 Prozent aus anderen ethnischen Gruppen; 0,74 Prozent stammten von zwei oder mehr Ethnien ab. 1,25 Prozent der Bevölkerung waren spanischer oder lateinamerikanischer Abstammung, die verschiedenen der genannten Gruppen angehörten.
Von den 2.416 Haushalten hatten 30,0 Prozent Kinder und Jugendliche unter 18 Jahre, die bei ihnen lebten. 43,1 Prozent waren verheiratete, zusammenlebende Paare, 20,2 Prozent waren allein erziehende Mütter, 32,3 Prozent waren keine Familien, 29,3 Prozent waren Singlehaushalte und in 14,9 Prozent lebten Menschen im Alter von 65 Jahren oder darüber. Die Durchschnittshaushaltsgröße betrug 2,54 und die durchschnittliche Familiengröße lag bei 3,14 Personen.
Auf das gesamte Parish bezogen setzte sich die Bevölkerung zusammen aus 26,5 Prozent Einwohnern unter 18 Jahren, 10,0 Prozent zwischen 18 und 24 Jahren, 25,1 Prozent zwischen 25 und 44 Jahren, 22,9 Prozent zwischen 45 und 64 Jahren und 15,5 Prozent waren 65 Jahre alt oder darüber. Das Durchschnittsalter betrug 37 Jahre. Auf 100 weibliche kamen statistisch 97,8 männliche Personen. Auf 100 Frauen im Alter von 18 Jahren oder darüber kamen 96,2 Männer.
Das jährliche Durchschnittseinkommen eines Haushalts betrug 19.799 USD, das Durchschnittseinkommen der Familien betrug 25.739 USD. Männer hatten ein Durchschnittseinkommen von 26.636 USD, Frauen 16.781 USD. Das Prokopfeinkommen betrug 12.622 USD. 30,0 Prozent der Familien 36,3 Prozent der Bevölkerung lebten unterhalb der Armutsgrenze. Davon waren 48,2 Prozent Kinder oder Jugendliche unter 18 Jahre und 29,6 Prozent waren Menschen über 65 Jahre.

## Orte im Parish
- Ashland
- Avondale
- Azucena
- Balmoral
- Barcelona
- Chamblee
- Crimea
- Cross Keys
- Dearborn
- Denhart
- Goldman
- Gretna Green
- Helena
- Highland
- Holly Ridge
- Justina
- Lake Bruin
- Locust Ridge
- Maryland
- Mayflower
- New Quarters
- Newellton
- Newlight
- Notnac
- Osceola
- Richland
- Saint Joseph
- Saranac
- Shady Grove
- Somerset
- Tensas Bluff
- Waterproof
- Westwood
- Wildcat
- Wilsonia
- Yucatan Landing